# 82 Pułk Pograniczny NKWD

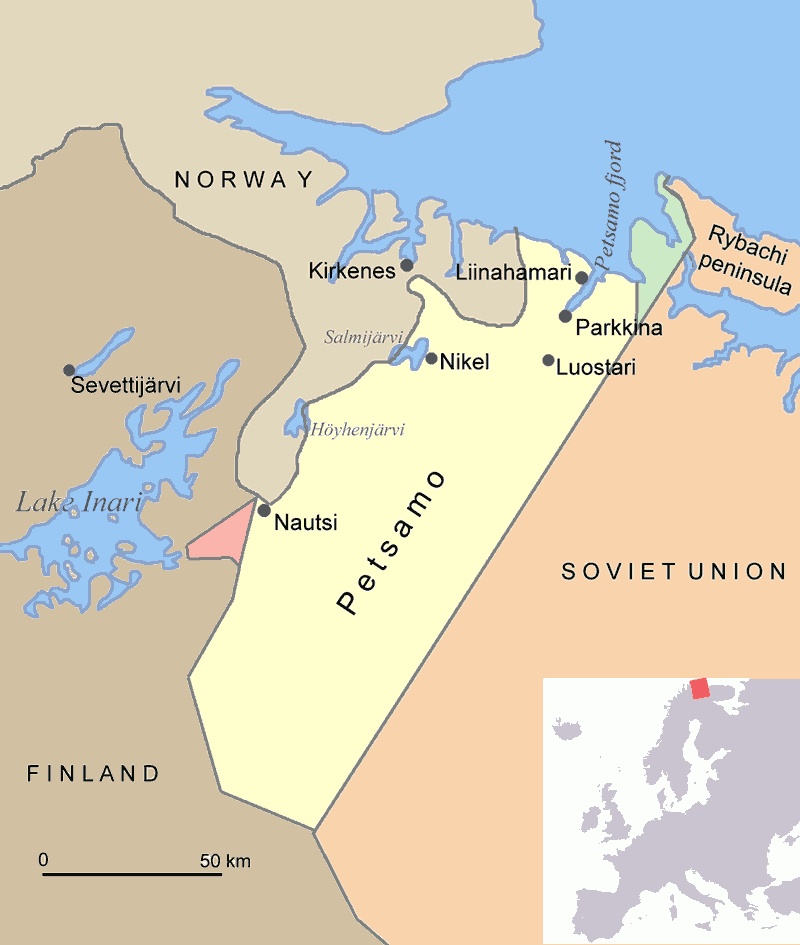

82 Pułk Pograniczny NKWD, ros. 82-й пограничный полк войск НКВД – jeden z pułków pogranicznych w składzie wojsk NKWD. Operował na terytorium przy granicy Związku Radzieckiego z Finlandią, przesuniętą na skutek wojny zimowej 1939–1940. Do listopada 1941 82 Oddział Pograniczny NKWD (82-й пограничный отряд войск НКВД).
W 1941 liczył 1065 ludzi i znajdował się w strukturze organizacyjnej 14 Armii ZSRR (oprócz niego były tam również pułki 100 i 101 wojsk pogranicznych NKWD). Żołnierze 82 Pułku NKWD walczyli m.in. przeciw oddziałom niemieckiej Armii „Norwegen”.